# Serches
 Serches  es una población y comuna francesa, en la región de Picardía, departamento de Aisne, en el distrito de Soissons y cantón de Braine.

## Demografía
| 303 | 333 | 360 | 345 | 377 | 374 | 400 | 386 | 359 | 368 | 379 | 378 | 375 | 383 | 359 | 378 | 356 | 362 | 359 | 312 | 253 | 272 | 271 | 274 | 263 | 286 | 299 | 310 | 282 | 254 | 304 | 293 | 302 |
| Para los censos de 1962 a 1999 la población legal corresponde a la población sin duplicidades (Fuente: INSEE [Consultar]) |     |     |     |     |     |     |     |     |     |     |     |     |     |     |     |     |     |     |     |     |     |     |     |     |     |     |     |     |     |     |     |     |